# Daddy Yankee/Auszeichnungen für Musikverkäufe

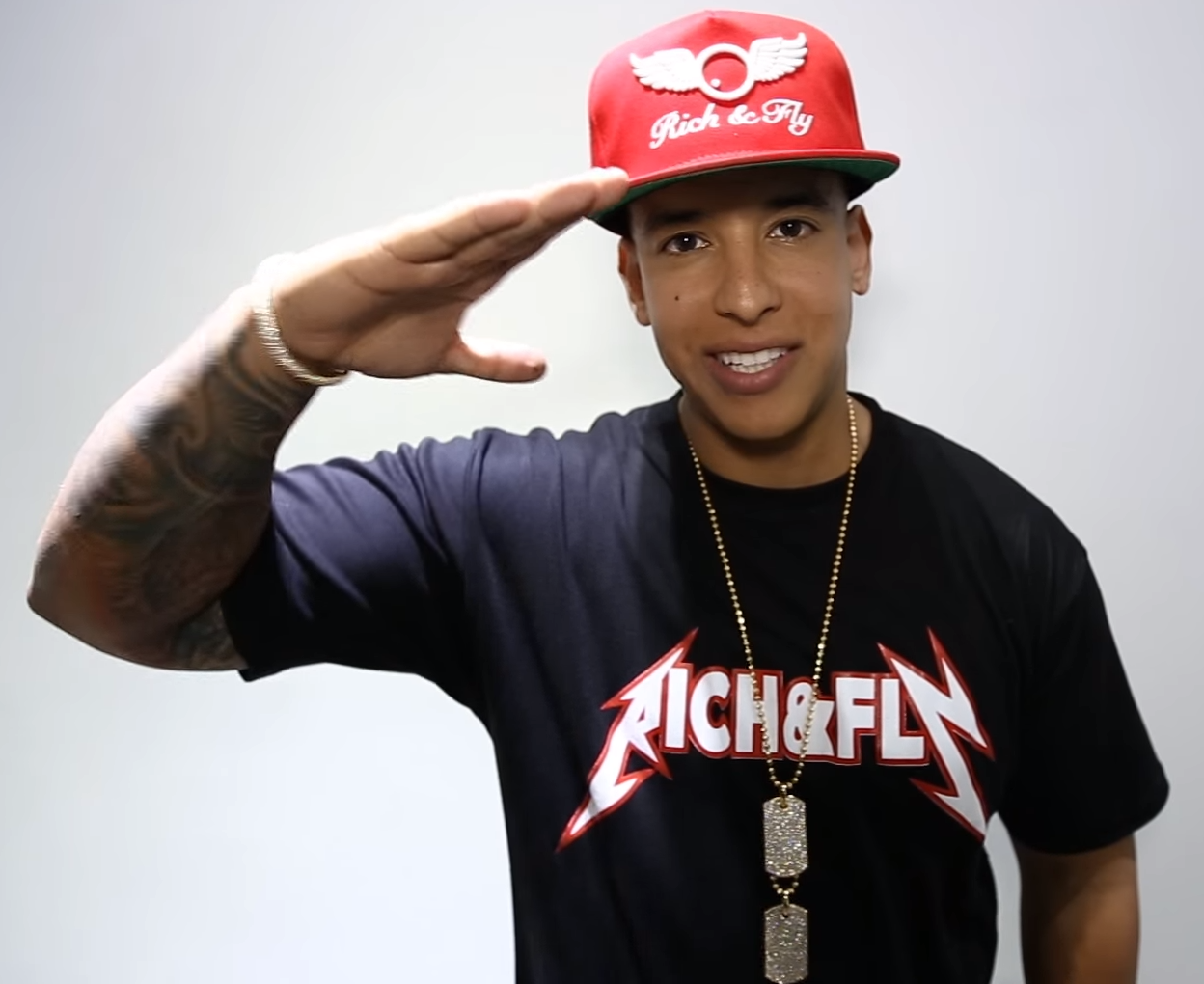
Daddy Yankee (2015)

Dies ist eine Übersicht über die Auszeichnungen für Musikverkäufe des puerto-ricanischen Latin-Pop-Sängers Daddy Yankee. Die Auszeichnungen finden sich nach ihrer Art (Gold, Platin usw.), nach Staaten getrennt in chronologischer Reihenfolge, geordnet sowie nach den Tonträgern selbst, ebenfalls in chronologischer Reihenfolge, getrennt nach Medium (Alben, Singles usw.), wieder.

## Auszeichnungen
| - Argentinien - 2010: für das Album Mundial - 2017: für die Single Bella y Sensual - 2017: für die Single La rompe corazones - Brasilien - 2021: für die Single Muévelo - 2024: für die Single Que tire pa lante - Chile - 2013: für die Single Limbo - 2019: für die Single Si Supieras - 2019: für die Single Runaway - 2020: für die Single Muévelo - Dänemark - 2023: für die Single Gasolina - Deutschland - 2017: für die Single Despacito (Remix) - 2018: für die Single Gasolina - 2023: für die Single Instagram - Frankreich - 2019: für die Single Dura - 2019: für die Single China - 2020: für die Single Instagram - Griechenland - 2023: für die Single Gasolina - Italien - 2016: für die Single Sígueme y te sigo - 2017: für die Single Andas en mi cabeza - 2017: für die Single La rompe corazones - 2018: für die Single We Wanna - 2019: für die Single Bella y Sensual - 2019: für die Single Lovumba - 2020: für die Single Instagram - 2020: für die Single Muévelo - 2021: für die Autorenbeteiligung Ram pam pam (Natti Natasha feat. Becky G) - 2024: für die Single La despedida - Japan - 2005: für die Single Gasolina - 2022: für das Streaming Despacito (Remix) - Kanada - 2020: für die Single Bella y Sensual - Kolumbien - 2006: für das Album Barrio Fino en Directo - 2021: für die Single Pam - 2021: für die Single Problema - Mexiko - 2013: für die Single La despedida - 2015: für die Single Moviendo Caderas - 2016: für die Single Nota De Amor - 2018: für die Single Todo comienza en la disco - 2022: für die Single No se da cuenta - 2024: für die Single Mayor Que Usted - Neuseeland - 2022: für die Single Dura - Polen - 2021: für die Single Dura - Portugal - 2022: für die Single Instagram - Schweden - 2019: für die Single Dura - Schweiz - 2019: für die Single Instagram - Spanien - 2013: für das Streaming More Than Friends - 2014: für das Streaming Limbo - 2014: für das Streaming Moviendo Caderas - 2016: für die Single Imaginándote - 2016: für das Lied Pierde Los Modales - 2021: für die Single Problema - 2022: für die Single X Última Vez - 2023: für das Album Legendaddy - 2024: für die Single Definitivamente - 2024: für die Single El desorden - 2024: für die Single En la cama - 2024: für die Single La fórmula - 2024: für die Single Mayor Que Usted - 2024: für die Single More Than Friends - 2024: für die Single No Lo Trates - 2024: für die Single No quiere enamorarse (Remix) - 2024: für die Single No se da cuenta - 2024: für die Single Nota De Amor - 2024: für die Single Perros salvajes - 2024: für die Single Que se mueran de envidia - 2024: für die Single Yankee 150 - 2024: für das Lied Bombón - 2024: für das Lied Tu príncipe - 2024: für das Lied La Baby - 2024: für die Single Ven conmigo - 2024: für die Single Noche de entierro (nuestro amor) - 2025: für das Lied Aprovecha - 2025: für die Single Todo comienza en la disco - 2025: für das Lied Pasatiempo - Venezuela - 2019: für die Single Runaway - Vereinigte Staaten - 2006: für das Album Barrio Fino en Directo - 2019: für die Single China (Latin) - 2022: für die Single Metele al perreo (Latin) - 2022: für die Single Oye mi canto - Vereinigtes Königreich - 2024: für die Single Con calma - Argentinien - 2005: für das Album Barrio Fino - 2008: für das Album Talento de Barrio - Belgien - 2019: für die Single Con calma - Brasilien - 2024: für die Single Runaway - 2024: für die Single Andas en mi cabeza - Chile - 2013: für das Album Prestige - 2016: für die Single Shaky Shaky - 2016: für die Single Sígueme y te sigo - 2016: für die Single Vaivén - 2017: für die Single Despacito - Dänemark - 2023: für die Single Con calma - Deutschland - 2021: für die Single Con calma - Frankreich - 2025: für die Single Bailar contigo - Italien - 2019: für die Single Azukita - 2019: für die Single Shaky Shaky - 2023: für das Lied Yo voy - 2023: für die Single Gasolina - 2023: für die Single Bailar contigo - Kolumbien - 2021: für die Autorenbeteiligung Ram pam pam (Natti Natasha feat. Becky G) - Mexiko - 2006: für das Album Barrio Fino - 2006: für das Album Barrio Fino en Directo - 2021: für die Single Instagram - 2021: für die Single Con calma - Neuseeland - 2022: für die Single Gasolina - Peru - 2021: für die Single Problema - Polen - 2020: für die Single Instagram - Portugal - 2020: für die Single China - 2020: für die Single Dura - Schweden - 2019: für die Single Con calma - Schweiz - 2017: für die Single Despacito - Spanien - 2015: für die Single Vaivén - 2016: für die Single A Donde Voy - 2020: für die Single Don Don - 2023: für die Single Panties y Brasieres - 2024: für die Single Instagram - 2024: für die Single La nueva y la ex - 2024: für die Single Llamado de emergencia - 2024: für die Single Que tire pa lante - 2024: für das Lied Yo voy - 2024: für die Single Si Supieras - 2024: für die Single Lovumba - 2024: für die Single Rompe - 2025: für die Single ¿Qué tengo que hacer? - 2025: für die Single De vuelta pa’ la vuelta - 2025: für die Single Estrellita de Madrugada - 2025: für die Single Pasarela - Vereinigte Staaten - 2002: für das Album Las Alas de Un Angel / Despedimos a Cornelio Reyna (Latin) - 2002: für das Album 15 Exitos Gigantes (Latin) - 2002: für das Album 15 Exitos Nortenos (Latin) - 2002: für das Album Arrancame el Corazon (Latin) - 2002: für das Album Biografia: Su Vida y Su Musica (Latin) - 2002: für das Album Dinastia de La Muerte (Latin) - 2002: für das Album El Disco de Oro, Vol. II (Latin) - 2005: für das Album Barrio Fino - 2006: für den Mastertone Rompe - 2017: für die Single Fronteamous Porque Podemos (Latin) - 2018: für die Single Imaginándote (Latin) - 2018: für die Single A Donde Voy (Latin) - 2019: für die Single Tú no metes cabra (Remix) (Latin) - 2020: für die Single No es Ilegal (Latin) - 2022: für die Single El pony (Latin) - 2022: für das Album Legendaddy (Latin) - 2022: für die Single Remix (Latin) - 2022: für die Single Mayor Que Usted (Latin) - Vereinigtes Königreich - 2025: für die Single Gasolina - Zentralamerika - 2022: für die Single Runaway - 2022: für die Autorenbeteiligung Ram pam pam (Natti Natasha feat. Becky G) - Mexiko - 2023: für die Autorenbeteiligung Ram pam pam (Natti Natasha feat. Becky G) | - Argentinien - 2017: für die Single Shaky Shaky - 2017: für die Single Despacito - Belgien - 2020: für die Single Instagram - Italien - 2017: für die Single Limbo - 2019: für die Single Dura - 2021: für die Single China - Mexiko - 2018: für die Single Dura - 2022: für die Single Runaway - 2024: für die Single Bella y Sensual - Österreich - 2017: für die Single Despacito - Polen - 2020: für die Single Con calma - Spanien - 2015: für die Single Sígueme y te sigo - 2016: für die Single Shaky Shaky - 2020: für die Single Muévelo - 2021: für die Autorenbeteiligung Ram pam pam (Natti Natasha feat. Becky G) - 2023: für das Lied Rumbatón - 2023: für die Single Runaway - 2024: für die Single Azukita - 2024: für die Single Gasolina - 2024: für die Single Ulala - 2024: für die Single Vuelve - 2024: für die Single Ella me levantó - 2024: für die Single Moviendo Caderas - 2024: für die Single Lo que paso, paso - 2024: für das Lied Dónde están las gatas - 2025: für die Single Sola (Remix) - 2025: für die Single Baila baila baila (Remix) - Vereinigte Staaten - 2002: für das Album Quemame Los Ojos (Latin) - 2002: für das Album 20 Exitos Gigantes (Latin) - 2002: für das Album Casas de Madera (Latin) - 2002: für das Album El Disco de Oro (Latin) - 2002: für das Album En Vivo...el Hombre y Su Musica (Latin) - 2009: für das Album Talento de Barrio (Latin) - 2018: für die Single Hula Hoop (Latin) - 2019: für die Single Azukita (Latin) - 2020: für die Single Definitivamente (Latin) - 2020: für die Single Don Don (Latin) - 2023: für die Single Bésame (Latin) - 2023: für die Single Ulala (Latin) - 2024: für die Single Yankee 150 (Latin) - 2024: für das Album Prestige (Latin) - Mexiko - 2020: für die Single China - 2021: für die Single Problema - Brasilien - 2017: für die Single Despacito (Remix) - Chile - 2017: für die Single Bella y Sensual - Kolumbien - 2017: für die Single Despacito - 2019: für die Single Runaway - Ecuador - 2022: für die Single Runaway - Mexiko - 2007: für das Album El Cartel: The Big Boss - 2017: für die Single Despacito - Peru - 2019: für die Single Runaway - Portugal - 2022: für die Single Con calma - Spanien - 2017: für die Single La rompe corazones - 2020: für die Single Pam - 2021: für die Single Relación (Remix) - 2024: für die Single Adictiva - 2024: für das Lied La santa - 2024: für die Single Mayor que yo 3 - 2024: für die Single La despedida - 2025: für die Single Bella y Sensual - Vereinigte Staaten - 2009: für das Album El Cartel: The Big Boss (Latin) - 2018: für die Single La fórmula (Latin) - 2020: für die Single Muévelo (Latin) - 2022: für die Single X Última Vez - Mexiko - 2025: für die Single Muévelo - Finnland - 2017: für die Single Despacito - Italien - 2019: für die Single Con calma - Kanada - 2021: für die Single Con calma - Neuseeland - 2018: für die Single Despacito (Remix) - Norwegen - 2022: für die Single Despacito - Portugal - 2018: für die Single Despacito - Spanien - 2017: für die Single Andas en mi cabeza - 2024: für die Single Limbo - Vereinigte Staaten - 2019: für die Single Asesina (Remix) (Latin) - 2021: für die Autorenbeteiligung Ram pam pam (Latin; Natti Natasha feat. Becky G) - 2022: für die Single Problema (Latin) - 2022: für die Single Como soy (Latin) - 2023: für die Single Panties y Brasieres (Latin) - 2024: für die Single La ocasión (Remix) (Latin) - Deutschland - 2019: für die Single Despacito - Mexiko - 2018: für die Single Despacito (Remix) - Belgien - 2018: für die Single Despacito - Spanien - 2024: für die Single Dura - 2024: für die Single Soltera (Remix) - Vereinigte Staaten - 2017: für die Single Nota de Amor (Latin) - 2022: für die Single Pam (Latin) | - Spanien - 2020: für die Single Con calma - Vereinigte Staaten - 2005: für das Album Barrio Fino (Latin) - 2018: für die Single Bella y Sensual (Latin) - 2020: für die Single Si Supieras (Latin) - 2021: für die Single Moviendo Caderas (Latin) - Dänemark - 2023: für die Single Despacito (Remix) - Vereinigte Staaten - 2019: für die Single Sola (Remix) (Latin) - 2022: für die Single Runaway (Latin) - Vereinigtes Königreich - 2024: für die Single Despacito (Remix) - Spanien - 2024: für die Single China - Vereinigte Staaten - 2020: für die Single Que tire pa lante (Latin) - Australien - 2020: für die Single Despacito (Remix) - Norwegen - 2020: für die Single Despacito (Remix) - Vereinigte Staaten - 2022: für die Single No Lo Trates (Latin) - Vereinigte Staaten - 2020: für das Lied La santa (Latin) - Schweden - 2018: für die Single Despacito (Remix) - Vereinigte Staaten - 2020: für die Single Despacito (Remix) - Spanien - 2019: für die Single Despacito - Vereinigte Staaten - 2020: für die Single Andas en mi cabeza (Latin) - Vereinigte Staaten - 2018: für die Single La rompe corazones (Latin) - Vereinigte Staaten - 2020: für die Single Shaky Shaky (Latin) - Vereinigte Staaten - 2024: für die Single Gasolina (Latin) - Vereinigte Staaten - 2020: für die Single Con calma (Latin) - Vereinigte Staaten - 2020: für die Single Dura (Latin) - Vereinigte Staaten - 2024: für die Single Despacito (Latin) - Brasilien - 2019: für die Single Dura - 2024: für die Single Con calma - Chile - 2019: für die Single Con calma - Ecuador - 2017: für die Single Despacito - Frankreich - 2017: für die Single Despacito - 2019: für die Single Con calma - Italien - 2017: für die Single Despacito - Kanada - 2017: für die Single Despacito (Remix) - Mexiko - 2020: für die Single China - 2022: für die Single Runaway - 2024: für die Single Bella y Sensual - Peru - 2017: für die Single Despacito - Vereinigte Staaten - 2018: für die Single Vuelve (Latin) - Mexiko - 2017: für die Single Despacito - Polen - 2018: für die Single Despacito - Mexiko - 2018: für die Single Despacito (Remix) - Mexiko - 2021: für die Single Con calma - Brasilien - 2024: für die Single Despacito |

## Auszeichnungen nach Alben

### Las Alas de Un Angel / Despedimos a Cornelio Reyna
| Land/Region               | Auszeichnungen für Musikverkäufe (Land/Region, Auszeichnung, Verkäufe) | Verkäufe |
| ------------------------- | ---------------------------------------------------------------------- | -------- |
| Vereinigte Staaten (RIAA) | Platin                                                                 | 60.000   |
| Insgesamt                 | 1× Platin ·                                                            | 60.000   |

### 15 Exitos Gigantes
| Land/Region               | Auszeichnungen für Musikverkäufe (Land/Region, Auszeichnung, Verkäufe) | Verkäufe |
| ------------------------- | ---------------------------------------------------------------------- | -------- |
| Vereinigte Staaten (RIAA) | Platin                                                                 | 60.000   |
| Insgesamt                 | 1× Platin ·                                                            | 60.000   |

### 15 Exitos Nortenos
| Land/Region               | Auszeichnungen für Musikverkäufe (Land/Region, Auszeichnung, Verkäufe) | Verkäufe |
| ------------------------- | ---------------------------------------------------------------------- | -------- |
| Vereinigte Staaten (RIAA) | Platin                                                                 | 60.000   |
| Insgesamt                 | 1× Platin ·                                                            | 60.000   |

### Arrancame el Corazon
| Land/Region               | Auszeichnungen für Musikverkäufe (Land/Region, Auszeichnung, Verkäufe) | Verkäufe |
| ------------------------- | ---------------------------------------------------------------------- | -------- |
| Vereinigte Staaten (RIAA) | Platin                                                                 | 60.000   |
| Insgesamt                 | 1× Platin ·                                                            | 60.000   |

### Biografia: Su Vida y Su Musica
| Land/Region               | Auszeichnungen für Musikverkäufe (Land/Region, Auszeichnung, Verkäufe) | Verkäufe |
| ------------------------- | ---------------------------------------------------------------------- | -------- |
| Vereinigte Staaten (RIAA) | Platin                                                                 | 60.000   |
| Insgesamt                 | 1× Platin ·                                                            | 60.000   |

### Dinastia de La Muerte
| Land/Region               | Auszeichnungen für Musikverkäufe (Land/Region, Auszeichnung, Verkäufe) | Verkäufe |
| ------------------------- | ---------------------------------------------------------------------- | -------- |
| Vereinigte Staaten (RIAA) | Platin                                                                 | 60.000   |
| Insgesamt                 | 1× Platin ·                                                            | 60.000   |

### El Disco de Oro, Vol. II
| Land/Region               | Auszeichnungen für Musikverkäufe (Land/Region, Auszeichnung, Verkäufe) | Verkäufe |
| ------------------------- | ---------------------------------------------------------------------- | -------- |
| Vereinigte Staaten (RIAA) | Platin                                                                 | 60.000   |
| Insgesamt                 | 1× Platin ·                                                            | 60.000   |

### Quemame Los Ojos
| Land/Region               | Auszeichnungen für Musikverkäufe (Land/Region, Auszeichnung, Verkäufe) | Verkäufe |
| ------------------------- | ---------------------------------------------------------------------- | -------- |
| Vereinigte Staaten (RIAA) | 2× Platin                                                              | 120.000  |
| Insgesamt                 | 2× Platin ·                                                            | 120.000  |

### 20 Exitos Gigantes
| Land/Region               | Auszeichnungen für Musikverkäufe (Land/Region, Auszeichnung, Verkäufe) | Verkäufe |
| ------------------------- | ---------------------------------------------------------------------- | -------- |
| Vereinigte Staaten (RIAA) | 2× Platin                                                              | 120.000  |
| Insgesamt                 | 2× Platin ·                                                            | 120.000  |

### Casas de Madera
| Land/Region               | Auszeichnungen für Musikverkäufe (Land/Region, Auszeichnung, Verkäufe) | Verkäufe |
| ------------------------- | ---------------------------------------------------------------------- | -------- |
| Vereinigte Staaten (RIAA) | 2× Platin                                                              | 120.000  |
| Insgesamt                 | 2× Platin ·                                                            | 120.000  |

### El Disco de Oro
| Land/Region               | Auszeichnungen für Musikverkäufe (Land/Region, Auszeichnung, Verkäufe) | Verkäufe |
| ------------------------- | ---------------------------------------------------------------------- | -------- |
| Vereinigte Staaten (RIAA) | 2× Platin                                                              | 120.000  |
| Insgesamt                 | 2× Platin ·                                                            | 120.000  |

### En Vivo...el Hombre y Su Musica
| Land/Region               | Auszeichnungen für Musikverkäufe (Land/Region, Auszeichnung, Verkäufe) | Verkäufe |
| ------------------------- | ---------------------------------------------------------------------- | -------- |
| Vereinigte Staaten (RIAA) | 2× Platin                                                              | 120.000  |
| Insgesamt                 | 2× Platin ·                                                            | 120.000  |

### Barrio Fino
| Land/Region               | Auszeichnungen für Musikverkäufe (Land/Region, Auszeichnung, Verkäufe) | Verkäufe  |
| ------------------------- | ---------------------------------------------------------------------- | --------- |
| Argentinien (CAPIF)       | Platin                                                                 | 60.000    |
| Mexiko (AMPROFON)         | Platin                                                                 | 100.000   |
| Vereinigte Staaten (RIAA) | Platin                                                                 | 1.000.000 |
| Vereinigte Staaten (RIAA) | 6× Platin (Latin)                                                      | (360.000) |
| Insgesamt                 | 9× Platin ·                                                            | 1.160.000 |

### Barrio Fino en Directo
| Land/Region               | Auszeichnungen für Musikverkäufe (Land/Region, Auszeichnung, Verkäufe) | Verkäufe |
| ------------------------- | ---------------------------------------------------------------------- | -------- |
| Kolumbien (ASINCOL)       | Gold                                                                   | 5.000    |
| Mexiko (AMPROFON)         | Platin                                                                 | 100.000  |
| Vereinigte Staaten (RIAA) | Gold                                                                   | 809.000  |
| Insgesamt                 | 2× Gold · 1× Platin ·                                                  | 914.000  |

### El Cartel: The Big Boss
| Land/Region               | Auszeichnungen für Musikverkäufe (Land/Region, Auszeichnung, Verkäufe) | Verkäufe |
| ------------------------- | ---------------------------------------------------------------------- | -------- |
| Mexiko (AMPROFON)         | 3× Platin                                                              | 300.000  |
| Vereinigte Staaten (RIAA) | 3× Platin                                                              | 180.000  |
| Insgesamt                 | 6× Platin ·                                                            | 480.000  |

### Talento de Barrio
| Land/Region               | Auszeichnungen für Musikverkäufe (Land/Region, Auszeichnung, Verkäufe) | Verkäufe |
| ------------------------- | ---------------------------------------------------------------------- | -------- |
| Argentinien (CAPIF)       | Platin                                                                 | 60.000   |
| Vereinigte Staaten (RIAA) | 2× Platin                                                              | 120.000  |
| Insgesamt                 | 3× Platin ·                                                            | 180.000  |

### Mundial
| Land/Region         | Auszeichnungen für Musikverkäufe (Land/Region, Auszeichnung, Verkäufe) | Verkäufe |
| ------------------- | ---------------------------------------------------------------------- | -------- |
| Argentinien (CAPIF) | Gold                                                                   | 20.000   |
| Insgesamt           | 1× Gold ·                                                              | 20.000   |

### Prestige
| Land/Region               | Auszeichnungen für Musikverkäufe (Land/Region, Auszeichnung, Verkäufe) | Verkäufe |
| ------------------------- | ---------------------------------------------------------------------- | -------- |
| Chile (IFPI)              | Platin                                                                 | 15.000   |
| Vereinigte Staaten (RIAA) | 2× Platin                                                              | 120.000  |
| Insgesamt                 | 3× Platin ·                                                            | 135.000  |

### Legendaddy
| Land/Region               | Auszeichnungen für Musikverkäufe (Land/Region, Auszeichnung, Verkäufe) | Verkäufe |
| ------------------------- | ---------------------------------------------------------------------- | -------- |
| Spanien (Promusicae)      | Gold                                                                   | 20.000   |
| Vereinigte Staaten (RIAA) | Platin                                                                 | 60.000   |
| Insgesamt                 | 1× Gold · 1× Platin ·                                                  | 80.000   |

## Auszeichnungen nach Singles

### En la cama
| Land/Region          | Auszeichnungen für Musikverkäufe (Land/Region, Auszeichnung, Verkäufe) | Verkäufe |
| -------------------- | ---------------------------------------------------------------------- | -------- |
| Spanien (Promusicae) | Gold                                                                   | 30.000   |
| Insgesamt            | 1× Gold ·                                                              | 30.000   |

### Lo que paso, paso
| Land/Region          | Auszeichnungen für Musikverkäufe (Land/Region, Auszeichnung, Verkäufe) | Verkäufe |
| -------------------- | ---------------------------------------------------------------------- | -------- |
| Spanien (Promusicae) | 2× Platin                                                              | 120.000  |
| Insgesamt            | 2× Platin ·                                                            | 120.000  |

### Gasolina
| Land/Region                  | Auszeichnungen für Musikverkäufe (Land/Region, Auszeichnung, Verkäufe) | Verkäufe  |
| ---------------------------- | ---------------------------------------------------------------------- | --------- |
| Dänemark (IFPI)              | Gold                                                                   | 45.000    |
| Deutschland (BVMI)           | Gold                                                                   | 150.000   |
| Griechenland (IFPI)          | Gold                                                                   | 10.000    |
| Italien (FIMI)               | Platin                                                                 | 100.000   |
| Japan (RIAJ)                 | Gold                                                                   | 100.000   |
| Neuseeland (RMNZ)            | Platin                                                                 | 30.000    |
| Spanien (Promusicae)         | 2× Platin                                                              | 120.000   |
| Vereinigte Staaten (RIAA)    | 33× Platin                                                             | 1.980.000 |
| Vereinigtes Königreich (BPI) | Platin                                                                 | 600.000   |
| Insgesamt                    | 4× Gold · 8× Platin · 3× Diamant ·                                     | 3.135.000 |

### Oye mi canto
| Land/Region               | Auszeichnungen für Musikverkäufe (Land/Region, Auszeichnung, Verkäufe) | Verkäufe |
| ------------------------- | ---------------------------------------------------------------------- | -------- |
| Vereinigte Staaten (RIAA) | Gold                                                                   | 500.000  |
| Insgesamt                 | 1× Gold ·                                                              | 500.000  |

### Rompe
| Land/Region               | Auszeichnungen für Musikverkäufe (Land/Region, Auszeichnung, Verkäufe) | Verkäufe  |
| ------------------------- | ---------------------------------------------------------------------- | --------- |
| Spanien (Promusicae)      | Platin                                                                 | 60.000    |
| Vereinigte Staaten (RIAA) | Platin                                                                 | 1.000.000 |
| Insgesamt                 | 2× Platin ·                                                            | 1.060.000 |

### Noche de entierro (nuestro amor)
| Land/Region          | Auszeichnungen für Musikverkäufe (Land/Region, Auszeichnung, Verkäufe) | Verkäufe |
| -------------------- | ---------------------------------------------------------------------- | -------- |
| Spanien (Promusicae) | Gold                                                                   | 30.000   |
| Insgesamt            | 1× Gold ·                                                              | 30.000   |

### Ella me levantó
| Land/Region          | Auszeichnungen für Musikverkäufe (Land/Region, Auszeichnung, Verkäufe) | Verkäufe |
| -------------------- | ---------------------------------------------------------------------- | -------- |
| Spanien (Promusicae) | 2× Platin                                                              | 120.000  |
| Insgesamt            | 2× Platin ·                                                            | 120.000  |

### Llamado de emergencia
| Land/Region          | Auszeichnungen für Musikverkäufe (Land/Region, Auszeichnung, Verkäufe) | Verkäufe |
| -------------------- | ---------------------------------------------------------------------- | -------- |
| Spanien (Promusicae) | Platin                                                                 | 60.000   |
| Insgesamt            | 1× Platin ·                                                            | 60.000   |

### ¿Qué tengo que hacer?
| Land/Region          | Auszeichnungen für Musikverkäufe (Land/Region, Auszeichnung, Verkäufe) | Verkäufe |
| -------------------- | ---------------------------------------------------------------------- | -------- |
| Spanien (Promusicae) | Platin                                                                 | 60.000   |
| Insgesamt            | 1× Platin ·                                                            | 60.000   |

### La despedida
| Land/Region          | Auszeichnungen für Musikverkäufe (Land/Region, Auszeichnung, Verkäufe) | Verkäufe |
| -------------------- | ---------------------------------------------------------------------- | -------- |
| Italien (FIMI)       | Gold                                                                   | 50.000   |
| Mexiko (AMPROFON)    | Gold                                                                   | 30.000   |
| Spanien (Promusicae) | 3× Platin                                                              | 180.000  |
| Insgesamt            | 2× Gold · 3× Platin ·                                                  | 260.000  |

### Pasarela
| Land/Region          | Auszeichnungen für Musikverkäufe (Land/Region, Auszeichnung, Verkäufe) | Verkäufe |
| -------------------- | ---------------------------------------------------------------------- | -------- |
| Spanien (Promusicae) | Platin                                                                 | 60.000   |
| Insgesamt            | 1× Platin ·                                                            | 60.000   |

### Limbo
| Land/Region          | Auszeichnungen für Musikverkäufe (Land/Region, Auszeichnung, Verkäufe) | Verkäufe |
| -------------------- | ---------------------------------------------------------------------- | -------- |
| Chile (IFPI)         | Gold                                                                   | 40.000   |
| Italien (FIMI)       | 2× Platin                                                              | 60.000   |
| Spanien (Promusicae) | 4× Platin                                                              | 240.000  |
| Insgesamt            | 1× Gold · 6× Platin ·                                                  | 340.000  |

### Perros salvajes
| Land/Region          | Auszeichnungen für Musikverkäufe (Land/Region, Auszeichnung, Verkäufe) | Verkäufe |
| -------------------- | ---------------------------------------------------------------------- | -------- |
| Spanien (Promusicae) | Gold                                                                   | 30.000   |
| Insgesamt            | 1× Gold ·                                                              | 30.000   |

### More Than Friends
| Land/Region          | Auszeichnungen für Musikverkäufe (Land/Region, Auszeichnung, Verkäufe) | Verkäufe |
| -------------------- | ---------------------------------------------------------------------- | -------- |
| Spanien (Promusicae) | Gold                                                                   | 30.000   |
| Insgesamt            | 1× Gold ·                                                              | 30.000   |

### La nueva y la ex
| Land/Region          | Auszeichnungen für Musikverkäufe (Land/Region, Auszeichnung, Verkäufe) | Verkäufe |
| -------------------- | ---------------------------------------------------------------------- | -------- |
| Spanien (Promusicae) | Platin                                                                 | 60.000   |
| Insgesamt            | 1× Platin ·                                                            | 60.000   |

### Moviendo Caderas
| Land/Region               | Auszeichnungen für Musikverkäufe (Land/Region, Auszeichnung, Verkäufe) | Verkäufe |
| ------------------------- | ---------------------------------------------------------------------- | -------- |
| Mexiko (AMPROFON)         | Gold                                                                   | 30.000   |
| Spanien (Promusicae)      | 2× Platin                                                              | 120.000  |
| Vereinigte Staaten (RIAA) | 6× Platin                                                              | 360.000  |
| Insgesamt                 | 1× Gold · 8× Platin ·                                                  | 510.000  |

### Que se mueran de envidia
| Land/Region          | Auszeichnungen für Musikverkäufe (Land/Region, Auszeichnung, Verkäufe) | Verkäufe |
| -------------------- | ---------------------------------------------------------------------- | -------- |
| Spanien (Promusicae) | Gold                                                                   | 30.000   |
| Insgesamt            | 1× Gold ·                                                              | 30.000   |

### Sígueme y te sigo
| Land/Region          | Auszeichnungen für Musikverkäufe (Land/Region, Auszeichnung, Verkäufe) | Verkäufe |
| -------------------- | ---------------------------------------------------------------------- | -------- |
| Chile (IFPI)         | Platin                                                                 | 80.000   |
| Italien (FIMI)       | Gold                                                                   | 25.000   |
| Spanien (Promusicae) | 2× Platin                                                              | 80.000   |
| Insgesamt            | 1× Gold · 3× Platin ·                                                  | 185.000  |

### Nota De Amor
| Land/Region               | Auszeichnungen für Musikverkäufe (Land/Region, Auszeichnung, Verkäufe) | Verkäufe |
| ------------------------- | ---------------------------------------------------------------------- | -------- |
| Mexiko (AMPROFON)         | Gold                                                                   | 30.000   |
| Spanien (Promusicae)      | Gold                                                                   | 30.000   |
| Vereinigte Staaten (RIAA) | 5× Platin                                                              | 300.000  |
| Insgesamt                 | 2× Gold · 5× Platin ·                                                  | 360.000  |

### Vaivén
| Land/Region          | Auszeichnungen für Musikverkäufe (Land/Region, Auszeichnung, Verkäufe) | Verkäufe |
| -------------------- | ---------------------------------------------------------------------- | -------- |
| Chile (IFPI)         | Platin                                                                 | 80.000   |
| Spanien (Promusicae) | Platin                                                                 | 40.000   |
| Insgesamt            | 2× Platin ·                                                            | 120.000  |

### We Wanna
| Land/Region    | Auszeichnungen für Musikverkäufe (Land/Region, Auszeichnung, Verkäufe) | Verkäufe |
| -------------- | ---------------------------------------------------------------------- | -------- |
| Italien (FIMI) | Gold                                                                   | 25.000   |
| Insgesamt      | 1× Gold ·                                                              | 25.000   |

### Imaginándote
| Land/Region               | Auszeichnungen für Musikverkäufe (Land/Region, Auszeichnung, Verkäufe) | Verkäufe |
| ------------------------- | ---------------------------------------------------------------------- | -------- |
| Spanien (Promusicae)      | Gold                                                                   | 20.000   |
| Vereinigte Staaten (RIAA) | Platin                                                                 | 60.000   |
| Insgesamt                 | 1× Gold · 1× Platin ·                                                  | 80.000   |

### Fronteamous Porque Podemos
| Land/Region               | Auszeichnungen für Musikverkäufe (Land/Region, Auszeichnung, Verkäufe) | Verkäufe |
| ------------------------- | ---------------------------------------------------------------------- | -------- |
| Vereinigte Staaten (RIAA) | Platin                                                                 | 60.000   |
| Insgesamt                 | 1× Platin ·                                                            | 60.000   |

### Mayor que yo 3
| Land/Region          | Auszeichnungen für Musikverkäufe (Land/Region, Auszeichnung, Verkäufe) | Verkäufe |
| -------------------- | ---------------------------------------------------------------------- | -------- |
| Spanien (Promusicae) | 3× Platin                                                              | 180.000  |
| Insgesamt            | 3× Platin ·                                                            | 180.000  |

### Andas en mi cabeza
| Land/Region               | Auszeichnungen für Musikverkäufe (Land/Region, Auszeichnung, Verkäufe) | Verkäufe  |
| ------------------------- | ---------------------------------------------------------------------- | --------- |
| Brasilien (PMB)           | Platin                                                                 | 60.000    |
| Italien (FIMI)            | Gold                                                                   | 25.000    |
| Spanien (Promusicae)      | 4× Platin                                                              | 160.000   |
| Vereinigte Staaten (RIAA) | 15× Platin                                                             | 900.000   |
| Insgesamt                 | 1× Gold · 10× Platin · 1× Diamant ·                                    | 1.145.000 |

### No quiere enamorarse (Remix)
| Land/Region          | Auszeichnungen für Musikverkäufe (Land/Region, Auszeichnung, Verkäufe) | Verkäufe |
| -------------------- | ---------------------------------------------------------------------- | -------- |
| Spanien (Promusicae) | Gold                                                                   | 30.000   |
| Insgesamt            | 1× Gold ·                                                              | 30.000   |

### Ven conmigo
| Land/Region          | Auszeichnungen für Musikverkäufe (Land/Region, Auszeichnung, Verkäufe) | Verkäufe |
| -------------------- | ---------------------------------------------------------------------- | -------- |
| Spanien (Promusicae) | Gold                                                                   | 30.000   |
| Insgesamt            | 1× Gold ·                                                              | 30.000   |

### Lovumba
| Land/Region          | Auszeichnungen für Musikverkäufe (Land/Region, Auszeichnung, Verkäufe) | Verkäufe |
| -------------------- | ---------------------------------------------------------------------- | -------- |
| Italien (FIMI)       | Gold                                                                   | 25.000   |
| Spanien (Promusicae) | Platin                                                                 | 60.000   |
| Insgesamt            | 1× Gold · 1× Platin ·                                                  | 85.000   |

### Shaky Shaky
| Land/Region               | Auszeichnungen für Musikverkäufe (Land/Region, Auszeichnung, Verkäufe) | Verkäufe  |
| ------------------------- | ---------------------------------------------------------------------- | --------- |
| Argentinien (CAPIF)       | 2× Platin                                                              | 40.000    |
| Chile (IFPI)              | Platin                                                                 | 80.000    |
| Italien (FIMI)            | Platin                                                                 | 50.000    |
| Spanien (Promusicae)      | 2× Platin                                                              | 80.000    |
| Vereinigte Staaten (RIAA) | 23× Platin                                                             | 1.380.000 |
| Insgesamt                 | 9× Platin · 2× Diamant ·                                               | 1.630.000 |

### No es Ilegal
| Land/Region               | Auszeichnungen für Musikverkäufe (Land/Region, Auszeichnung, Verkäufe) | Verkäufe |
| ------------------------- | ---------------------------------------------------------------------- | -------- |
| Vereinigte Staaten (RIAA) | Platin                                                                 | 60.000   |
| Insgesamt                 | 1× Platin ·                                                            | 60.000   |

### A Donde Voy
| Land/Region               | Auszeichnungen für Musikverkäufe (Land/Region, Auszeichnung, Verkäufe) | Verkäufe |
| ------------------------- | ---------------------------------------------------------------------- | -------- |
| Spanien (Promusicae)      | Platin                                                                 | 40.000   |
| Vereinigte Staaten (RIAA) | Platin                                                                 | 60.000   |
| Insgesamt                 | 2× Platin ·                                                            | 100.000  |

### Sola (Remix)
| Land/Region               | Auszeichnungen für Musikverkäufe (Land/Region, Auszeichnung, Verkäufe) | Verkäufe |
| ------------------------- | ---------------------------------------------------------------------- | -------- |
| Spanien (Promusicae)      | 2× Platin                                                              | 120.000  |
| Vereinigte Staaten (RIAA) | 7× Platin                                                              | 420.000  |
| Insgesamt                 | 9× Platin ·                                                            | 540.000  |

### La rompe corazones
| Land/Region               | Auszeichnungen für Musikverkäufe (Land/Region, Auszeichnung, Verkäufe) | Verkäufe  |
| ------------------------- | ---------------------------------------------------------------------- | --------- |
| Argentinien (CAPIF)       | Gold                                                                   | 10.000    |
| Italien (FIMI)            | Gold                                                                   | 25.000    |
| Spanien (Promusicae)      | 3× Platin                                                              | 120.000   |
| Vereinigte Staaten (RIAA) | 17× Platin                                                             | 1.020.000 |
| Insgesamt                 | 2× Gold · 10× Platin · 1× Diamant ·                                    | 1.175.000 |

### Despacito
| Land/Region               | Auszeichnungen für Musikverkäufe (Land/Region, Auszeichnung, Verkäufe) | Verkäufe   |
| ------------------------- | ---------------------------------------------------------------------- | ---------- |
| Argentinien (CAPIF)       | 2× Platin                                                              | 40.000     |
| Belgien (BRMA)            | 5× Platin                                                              | 150.000    |
| Brasilien (PMB)           | 16× Diamant                                                            | 2.560.000  |
| Chile (IFPI)              | Platin                                                                 | 80.000     |
| Deutschland (BVMI)        | 9× Gold                                                                | 1.800.000  |
| Ecuador (SOPROFON)        | Diamant                                                                | 60.000     |
| Finnland (IFPI)           | 4× Platin                                                              | 160.000    |
| Frankreich (SNEP)         | Diamant                                                                | 233.333    |
| Italien (FIMI)            | Diamant                                                                | 500.000    |
| Kolumbien (ASINCOL)       | 3× Platin                                                              | 30.000     |
| Mexiko (AMPROFON)         | 2× Diamant · + 3× Platin                                               | 780.000    |
| Norwegen (IFPI)           | 4× Platin                                                              | 240.000    |
| Österreich (IFPI)         | 2× Platin                                                              | 60.000     |
| Peru (UNIMPRO)            | Diamant                                                                | 60.000     |
| Polen (ZPAV)              | 2× Diamant                                                             | 200.000    |
| Portugal (AFP)            | 4× Platin                                                              | 40.000     |
| Schweiz (IFPI)            | Platin                                                                 | 20.000     |
| Spanien (Promusicae)      | 14× Platin                                                             | 560.000    |
| Vereinigte Staaten (RIAA) | 141× Platin                                                            | 8.460.000  |
| Insgesamt                 | 1× Gold · 48× Platin · 38× Diamant ·                                   | 16.043.333 |

### Despacito (Remix)
| Land/Region                  | Auszeichnungen für Musikverkäufe (Land/Region, Auszeichnung, Verkäufe) | Verkäufe   |
| ---------------------------- | ---------------------------------------------------------------------- | ---------- |
| Australien (ARIA)            | 11× Platin                                                             | 770.000    |
| Brasilien (PMB)              | 3× Platin                                                              | 120.000    |
| Dänemark (IFPI)              | 7× Platin                                                              | 630.000    |
| Deutschland (BVMI)           | Gold                                                                   | 200.000    |
| Kanada (MC)                  | Diamant                                                                | 800.000    |
| Mexiko (AMPROFON)            | 5× Diamant · + 9× Gold                                                 | 1.770.000  |
| Neuseeland (RMNZ)            | 4× Platin                                                              | 120.000    |
| Norwegen (IFPI)              | 11× Platin                                                             | 110.000    |
| Schweden (IFPI)              | 13× Platin                                                             | 1.040.000  |
| Vereinigte Staaten (RIAA)    | 13× Platin                                                             | 13.000.000 |
| Vereinigtes Königreich (BPI) | 7× Platin                                                              | 4.200.000  |
| Insgesamt                    | 2× Gold · 63× Platin · 7× Diamant ·                                    | 23.510.000 |

### La ocasión (Remix)
| Land/Region               | Auszeichnungen für Musikverkäufe (Land/Region, Auszeichnung, Verkäufe) | Verkäufe |
| ------------------------- | ---------------------------------------------------------------------- | -------- |
| Vereinigte Staaten (RIAA) | 4× Platin                                                              | 240.000  |
| Insgesamt                 | 4× Platin ·                                                            | 240.000  |

### Tú no metes cabra (Remix)
| Land/Region               | Auszeichnungen für Musikverkäufe (Land/Region, Auszeichnung, Verkäufe) | Verkäufe |
| ------------------------- | ---------------------------------------------------------------------- | -------- |
| Vereinigte Staaten (RIAA) | Platin                                                                 | 60.000   |
| Insgesamt                 | 1× Platin ·                                                            | 60.000   |

### Vuelve
| Land/Region               | Auszeichnungen für Musikverkäufe (Land/Region, Auszeichnung, Verkäufe) | Verkäufe |
| ------------------------- | ---------------------------------------------------------------------- | -------- |
| Spanien (Promusicae)      | 2× Platin                                                              | 120.000  |
| Vereinigte Staaten (RIAA) | Diamant                                                                | 600.000  |
| Insgesamt                 | 2× Platin · 1× Diamant ·                                               | 720.000  |

### Bella y Sensual
| Land/Region               | Auszeichnungen für Musikverkäufe (Land/Region, Auszeichnung, Verkäufe) | Verkäufe  |
| ------------------------- | ---------------------------------------------------------------------- | --------- |
| Argentinien (CAPIF)       | Gold                                                                   | 10.000    |
| Chile (IFPI)              | 3× Platin                                                              | 240.000   |
| Italien (FIMI)            | Gold                                                                   | 25.000    |
| Kanada (MC)               | Gold                                                                   | 40.000    |
| Mexiko (AMPROFON)         | Diamant · + 2× Platin                                                  | 360.000   |
| Spanien (Promusicae)      | 3× Platin                                                              | 180.000   |
| Vereinigte Staaten (RIAA) | 6× Platin                                                              | 360.000   |
| Insgesamt                 | 3× Gold · 14× Platin · 1× Diamant ·                                    | 1.275.000 |

### El desorden
| Land/Region          | Auszeichnungen für Musikverkäufe (Land/Region, Auszeichnung, Verkäufe) | Verkäufe |
| -------------------- | ---------------------------------------------------------------------- | -------- |
| Spanien (Promusicae) | Gold                                                                   | 30.000   |
| Insgesamt            | 1× Gold ·                                                              | 30.000   |

### Todo comienza en la disco
| Land/Region          | Auszeichnungen für Musikverkäufe (Land/Region, Auszeichnung, Verkäufe) | Verkäufe |
| -------------------- | ---------------------------------------------------------------------- | -------- |
| Mexiko (AMPROFON)    | Gold                                                                   | 30.000   |
| Spanien (Promusicae) | Gold                                                                   | 30.000   |
| Insgesamt            | 2× Gold ·                                                              | 60.000   |

### Dura
| Land/Region               | Auszeichnungen für Musikverkäufe (Land/Region, Auszeichnung, Verkäufe) | Verkäufe  |
| ------------------------- | ---------------------------------------------------------------------- | --------- |
| Brasilien (PMB)           | Diamant                                                                | 160.000   |
| Frankreich (SNEP)         | Gold                                                                   | 100.000   |
| Italien (FIMI)            | 2× Platin                                                              | 100.000   |
| Mexiko (AMPROFON)         | 2× Platin                                                              | 120.000   |
| Neuseeland (RMNZ)         | Gold                                                                   | 15.000    |
| Polen (ZPAV)              | Gold                                                                   | 25.000    |
| Portugal (AFP)            | Platin                                                                 | 10.000    |
| Schweden (IFPI)           | Gold                                                                   | 40.000    |
| Spanien (Promusicae)      | 5× Platin                                                              | 300.000   |
| Vereinigte Staaten (RIAA) | 43× Platin                                                             | 2.580.000 |
| Insgesamt                 | 4× Gold · 13× Platin · 5× Diamant ·                                    | 3.450.000 |

### Hula Hoop
| Land/Region               | Auszeichnungen für Musikverkäufe (Land/Region, Auszeichnung, Verkäufe) | Verkäufe |
| ------------------------- | ---------------------------------------------------------------------- | -------- |
| Vereinigte Staaten (RIAA) | 2× Platin                                                              | 120.000  |
| Insgesamt                 | 2× Platin ·                                                            | 120.000  |

### Azukita
| Land/Region               | Auszeichnungen für Musikverkäufe (Land/Region, Auszeichnung, Verkäufe) | Verkäufe  |
| ------------------------- | ---------------------------------------------------------------------- | --------- |
| Italien (FIMI)            | Platin                                                                 | 50.000    |
| Spanien (Promusicae)      | 2× Platin                                                              | 120.000   |
| Vereinigte Staaten (RIAA) | 2× Platin                                                              | 2.000.000 |
| Insgesamt                 | 5× Platin ·                                                            | 2.170.000 |

### La fórmula
| Land/Region               | Auszeichnungen für Musikverkäufe (Land/Region, Auszeichnung, Verkäufe) | Verkäufe |
| ------------------------- | ---------------------------------------------------------------------- | -------- |
| Spanien (Promusicae)      | Gold                                                                   | 30.000   |
| Vereinigte Staaten (RIAA) | 3× Platin                                                              | 180.000  |
| Insgesamt                 | 1× Gold · 3× Platin ·                                                  | 210.000  |

### Como soy
| Land/Region               | Auszeichnungen für Musikverkäufe (Land/Region, Auszeichnung, Verkäufe) | Verkäufe |
| ------------------------- | ---------------------------------------------------------------------- | -------- |
| Vereinigte Staaten (RIAA) | 4× Platin                                                              | 240.000  |
| Insgesamt                 | 4× Platin ·                                                            | 240.000  |

### Adictiva
| Land/Region          | Auszeichnungen für Musikverkäufe (Land/Region, Auszeichnung, Verkäufe) | Verkäufe |
| -------------------- | ---------------------------------------------------------------------- | -------- |
| Spanien (Promusicae) | 3× Platin                                                              | 180.000  |
| Insgesamt            | 3× Platin ·                                                            | 180.000  |

### Con calma
| Land/Region                  | Auszeichnungen für Musikverkäufe (Land/Region, Auszeichnung, Verkäufe) | Verkäufe  |
| ---------------------------- | ---------------------------------------------------------------------- | --------- |
| Belgien (BRMA)               | Platin                                                                 | 40.000    |
| Brasilien (PMB)              | Diamant                                                                | 160.000   |
| Chile (IFPI)                 | Diamant                                                                | 500.000   |
| Dänemark (IFPI)              | Platin                                                                 | 90.000    |
| Deutschland (BVMI)           | Platin                                                                 | 400.000   |
| Frankreich (SNEP)            | Diamant                                                                | 333.333   |
| Italien (FIMI)               | 4× Platin                                                              | 200.000   |
| Kanada (MC)                  | 4× Platin                                                              | 320.000   |
| Mexiko (AMPROFON)            | 11× Diamant · + Platin                                                 | 3.360.000 |
| Polen (ZPAV)                 | 2× Platin                                                              | 40.000    |
| Portugal (AFP)               | 3× Platin                                                              | 30.000    |
| Schweden (IFPI)              | Platin                                                                 | 80.000    |
| Spanien (Promusicae)         | 6× Platin                                                              | 240.000   |
| Vereinigte Staaten (RIAA)    | 41× Platin                                                             | 2.460.000 |
| Vereinigtes Königreich (BPI) | Gold                                                                   | 400.000   |
| Insgesamt                    | 1× Gold · 25× Platin · 18× Diamant ·                                   | 8.653.333 |

### Asesina (Remix)
| Land/Region               | Auszeichnungen für Musikverkäufe (Land/Region, Auszeichnung, Verkäufe) | Verkäufe |
| ------------------------- | ---------------------------------------------------------------------- | -------- |
| Vereinigte Staaten (RIAA) | 4× Platin                                                              | 240.000  |
| Insgesamt                 | 4× Platin ·                                                            | 240.000  |

### Baila baila baila (Remix)
| Land/Region          | Auszeichnungen für Musikverkäufe (Land/Region, Auszeichnung, Verkäufe) | Verkäufe |
| -------------------- | ---------------------------------------------------------------------- | -------- |
| Spanien (Promusicae) | 2× Platin                                                              | 120.000  |
| Insgesamt            | 2× Platin ·                                                            | 120.000  |

### Soltera (Remix)
| Land/Region          | Auszeichnungen für Musikverkäufe (Land/Region, Auszeichnung, Verkäufe) | Verkäufe |
| -------------------- | ---------------------------------------------------------------------- | -------- |
| Spanien (Promusicae) | 5× Platin                                                              | 300.000  |
| Insgesamt            | 5× Platin ·                                                            | 300.000  |

### Runaway
| Land/Region               | Auszeichnungen für Musikverkäufe (Land/Region, Auszeichnung, Verkäufe) | Verkäufe  |
| ------------------------- | ---------------------------------------------------------------------- | --------- |
| Brasilien (PMB)           | Platin                                                                 | 40.000    |
| Chile (IFPI)              | Gold                                                                   | 60.000    |
| Ecuador (SOPROFON)        | 3× Platin                                                              | 18.000    |
| Kolumbien (ASINCOL)       | 3× Platin                                                              | 60.000    |
| Mexiko (AMPROFON)         | Diamant · + 2× Platin                                                  | 420.000   |
| Peru (UNIMPRO)            | 3× Platin                                                              | 18.000    |
| Spanien (Promusicae)      | Platin                                                                 | 60.000    |
| Venezuela (APFV)          | Gold                                                                   | 5.000     |
| Vereinigte Staaten (RIAA) | 7× Platin                                                              | 420.000   |
| Zentralamerika (CFC)      | Platin                                                                 | 70.000    |
| Insgesamt                 | 2× Gold · 21× Platin · 1× Diamant ·                                    | 1.171.000 |

### China
| Land/Region               | Auszeichnungen für Musikverkäufe (Land/Region, Auszeichnung, Verkäufe) | Verkäufe  |
| ------------------------- | ---------------------------------------------------------------------- | --------- |
| Frankreich (SNEP)         | Gold                                                                   | 100.000   |
| Italien (FIMI)            | 2× Platin                                                              | 140.000   |
| Mexiko (AMPROFON)         | Diamant · + 5× Gold                                                    | 450.000   |
| Portugal (AFP)            | Platin                                                                 | 10.000    |
| Spanien (Promusicae)      | 8× Platin                                                              | 480.000   |
| Vereinigte Staaten (RIAA) | Gold                                                                   | 30.000    |
| Insgesamt                 | 3× Gold · 13× Platin · 1× Diamant ·                                    | 1.210.000 |

### Instagram
| Land/Region          | Auszeichnungen für Musikverkäufe (Land/Region, Auszeichnung, Verkäufe) | Verkäufe |
| -------------------- | ---------------------------------------------------------------------- | -------- |
| Belgien (BRMA)       | 2× Platin                                                              | 80.000   |
| Deutschland (BVMI)   | Gold                                                                   | 200.000  |
| Frankreich (SNEP)    | Gold                                                                   | 100.000  |
| Italien (FIMI)       | Gold                                                                   | 35.000   |
| Mexiko (AMPROFON)    | Platin                                                                 | 60.000   |
| Polen (ZPAV)         | Platin                                                                 | 20.000   |
| Portugal (AFP)       | Gold                                                                   | 5.000    |
| Schweiz (IFPI)       | Gold                                                                   | 10.000   |
| Spanien (Promusicae) | Platin                                                                 | 60.000   |
| Insgesamt            | 5× Gold · 5× Platin ·                                                  | 570.000  |

### Si Supieras
| Land/Region               | Auszeichnungen für Musikverkäufe (Land/Region, Auszeichnung, Verkäufe) | Verkäufe |
| ------------------------- | ---------------------------------------------------------------------- | -------- |
| Chile (IFPI)              | Gold                                                                   | 60.000   |
| Spanien (Promusicae)      | Platin                                                                 | 60.000   |
| Vereinigte Staaten (RIAA) | 6× Platin                                                              | 360.000  |
| Insgesamt                 | 1× Gold · 7× Platin ·                                                  | 480.000  |

### No Lo Trates
| Land/Region               | Auszeichnungen für Musikverkäufe (Land/Region, Auszeichnung, Verkäufe) | Verkäufe |
| ------------------------- | ---------------------------------------------------------------------- | -------- |
| Spanien (Promusicae)      | Gold                                                                   | 30.000   |
| Vereinigte Staaten (RIAA) | 11× Platin                                                             | 660.000  |
| Insgesamt                 | 1× Gold · 1× Platin · 1× Diamant ·                                     | 690.000  |

### Que tire pa lante
| Land/Region               | Auszeichnungen für Musikverkäufe (Land/Region, Auszeichnung, Verkäufe) | Verkäufe |
| ------------------------- | ---------------------------------------------------------------------- | -------- |
| Brasilien (PMB)           | Gold                                                                   | 20.000   |
| Spanien (Promusicae)      | Platin                                                                 | 60.000   |
| Vereinigte Staaten (RIAA) | 9× Platin                                                              | 540.000  |
| Insgesamt                 | 1× Gold · 10× Platin ·                                                 | 620.000  |

### Muévelo
| Land/Region               | Auszeichnungen für Musikverkäufe (Land/Region, Auszeichnung, Verkäufe) | Verkäufe |
| ------------------------- | ---------------------------------------------------------------------- | -------- |
| Brasilien (PMB)           | Gold                                                                   | 20.000   |
| Chile (IFPI)              | Gold                                                                   | 90.000   |
| Italien (FIMI)            | Gold                                                                   | 35.000   |
| Mexiko (AMPROFON)         | 7× Gold                                                                | 210.000  |
| Spanien (Promusicae)      | 2× Platin                                                              | 80.000   |
| Vereinigte Staaten (RIAA) | 3× Platin                                                              | 180.000  |
| Insgesamt                 | 4× Gold · 8× Platin ·                                                  | 615.000  |

### Definitivamente
| Land/Region               | Auszeichnungen für Musikverkäufe (Land/Region, Auszeichnung, Verkäufe) | Verkäufe |
| ------------------------- | ---------------------------------------------------------------------- | -------- |
| Spanien (Promusicae)      | Gold                                                                   | 30.000   |
| Vereinigte Staaten (RIAA) | 2× Platin                                                              | 120.000  |
| Insgesamt                 | 1× Gold · 2× Platin ·                                                  | 150.000  |

### Pam
| Land/Region               | Auszeichnungen für Musikverkäufe (Land/Region, Auszeichnung, Verkäufe) | Verkäufe |
| ------------------------- | ---------------------------------------------------------------------- | -------- |
| Kolumbien (ASINCOL)       | Gold                                                                   | 5.000    |
| Spanien (Promusicae)      | 3× Platin                                                              | 120.000  |
| Vereinigte Staaten (RIAA) | 5× Platin                                                              | 300.000  |
| Insgesamt                 | 1× Gold · 8× Platin ·                                                  | 425.000  |

### Bésame
| Land/Region               | Auszeichnungen für Musikverkäufe (Land/Region, Auszeichnung, Verkäufe) | Verkäufe |
| ------------------------- | ---------------------------------------------------------------------- | -------- |
| Vereinigte Staaten (RIAA) | 2× Platin                                                              | 120.000  |
| Insgesamt                 | 2× Platin ·                                                            | 120.000  |

### Relación (Remix)
| Land/Region          | Auszeichnungen für Musikverkäufe (Land/Region, Auszeichnung, Verkäufe) | Verkäufe |
| -------------------- | ---------------------------------------------------------------------- | -------- |
| Spanien (Promusicae) | 3× Platin                                                              | 120.000  |
| Insgesamt            | 3× Platin ·                                                            | 120.000  |

### Don Don
| Land/Region               | Auszeichnungen für Musikverkäufe (Land/Region, Auszeichnung, Verkäufe) | Verkäufe |
| ------------------------- | ---------------------------------------------------------------------- | -------- |
| Spanien (Promusicae)      | Platin                                                                 | 40.000   |
| Vereinigte Staaten (RIAA) | 2× Platin                                                              | 120.000  |
| Insgesamt                 | 3× Platin ·                                                            | 160.000  |

### De vuelta pa’ la vuelta
| Land/Region          | Auszeichnungen für Musikverkäufe (Land/Region, Auszeichnung, Verkäufe) | Verkäufe |
| -------------------- | ---------------------------------------------------------------------- | -------- |
| Spanien (Promusicae) | Platin                                                                 | 60.000   |
| Insgesamt            | 1× Platin ·                                                            | 60.000   |

### Problema
| Land/Region               | Auszeichnungen für Musikverkäufe (Land/Region, Auszeichnung, Verkäufe) | Verkäufe |
| ------------------------- | ---------------------------------------------------------------------- | -------- |
| Kolumbien (ASINCOL)       | Gold                                                                   | 5.000    |
| Mexiko (AMPROFON)         | 5× Gold                                                                | 350.000  |
| Peru (UNIMPRO)            | Platin                                                                 | 6.000    |
| Spanien (Promusicae)      | Gold                                                                   | 20.000   |
| Vereinigte Staaten (RIAA) | 4× Platin                                                              | 240.000  |
| Insgesamt                 | 3× Gold · 7× Platin ·                                                  | 621.000  |

### El pony
| Land/Region               | Auszeichnungen für Musikverkäufe (Land/Region, Auszeichnung, Verkäufe) | Verkäufe |
| ------------------------- | ---------------------------------------------------------------------- | -------- |
| Vereinigte Staaten (RIAA) | Platin                                                                 | 60.000   |
| Insgesamt                 | 1× Platin ·                                                            | 60.000   |

### Metele al perreo
| Land/Region               | Auszeichnungen für Musikverkäufe (Land/Region, Auszeichnung, Verkäufe) | Verkäufe |
| ------------------------- | ---------------------------------------------------------------------- | -------- |
| Vereinigte Staaten (RIAA) | Gold                                                                   | 30.000   |
| Insgesamt                 | 1× Gold ·                                                              | 30.000   |

### Remix
| Land/Region               | Auszeichnungen für Musikverkäufe (Land/Region, Auszeichnung, Verkäufe) | Verkäufe |
| ------------------------- | ---------------------------------------------------------------------- | -------- |
| Vereinigte Staaten (RIAA) | Platin                                                                 | 60.000   |
| Insgesamt                 | 1× Platin ·                                                            | 60.000   |

### X Última Vez
| Land/Region               | Auszeichnungen für Musikverkäufe (Land/Region, Auszeichnung, Verkäufe) | Verkäufe |
| ------------------------- | ---------------------------------------------------------------------- | -------- |
| Spanien (Promusicae)      | Gold                                                                   | 30.000   |
| Vereinigte Staaten (RIAA) | 3× Platin                                                              | 180.000  |
| Insgesamt                 | 1× Gold · 3× Platin ·                                                  | 210.000  |

### Mayor Que Usted
| Land/Region               | Auszeichnungen für Musikverkäufe (Land/Region, Auszeichnung, Verkäufe) | Verkäufe |
| ------------------------- | ---------------------------------------------------------------------- | -------- |
| Mexiko (AMPROFON)         | Gold                                                                   | 70.000   |
| Spanien (Promusicae)      | Gold                                                                   | 30.000   |
| Vereinigte Staaten (RIAA) | Platin                                                                 | 60.000   |
| Insgesamt                 | 2× Gold · 1× Platin ·                                                  | 160.000  |

### Bailar contigo
| Land/Region       | Auszeichnungen für Musikverkäufe (Land/Region, Auszeichnung, Verkäufe) | Verkäufe |
| ----------------- | ---------------------------------------------------------------------- | -------- |
| Frankreich (SNEP) | Platin                                                                 | 200.000  |
| Italien (FIMI)    | Platin                                                                 | 100.000  |
| Insgesamt         | 2× Platin ·                                                            | 300.000  |

### Estrellita de Madrugada
| Land/Region          | Auszeichnungen für Musikverkäufe (Land/Region, Auszeichnung, Verkäufe) | Verkäufe |
| -------------------- | ---------------------------------------------------------------------- | -------- |
| Spanien (Promusicae) | Platin                                                                 | 60.000   |
| Insgesamt            | 1× Platin ·                                                            | 60.000   |

### Ulala
| Land/Region               | Auszeichnungen für Musikverkäufe (Land/Region, Auszeichnung, Verkäufe) | Verkäufe |
| ------------------------- | ---------------------------------------------------------------------- | -------- |
| Spanien (Promusicae)      | 2× Platin                                                              | 120.000  |
| Vereinigte Staaten (RIAA) | 2× Platin                                                              | 120.000  |
| Insgesamt                 | 4× Platin ·                                                            | 240.000  |

### Panties y Brasieres
| Land/Region               | Auszeichnungen für Musikverkäufe (Land/Region, Auszeichnung, Verkäufe) | Verkäufe |
| ------------------------- | ---------------------------------------------------------------------- | -------- |
| Spanien (Promusicae)      | Platin                                                                 | 60.000   |
| Vereinigte Staaten (RIAA) | 4× Platin                                                              | 240.000  |
| Insgesamt                 | 5× Platin ·                                                            | 300.000  |

### Yankee 150
| Land/Region               | Auszeichnungen für Musikverkäufe (Land/Region, Auszeichnung, Verkäufe) | Verkäufe |
| ------------------------- | ---------------------------------------------------------------------- | -------- |
| Spanien (Promusicae)      | Gold                                                                   | 30.000   |
| Vereinigte Staaten (RIAA) | 2× Platin                                                              | 120.000  |
| Insgesamt                 | 1× Gold · 2× Platin ·                                                  | 150.000  |

## Auszeichnungen nach Autorenbeteiligungen

### Ram pam pam(Natti Natashafeat.Becky G)
| Land/Region               | Auszeichnungen für Musikverkäufe (Land/Region, Auszeichnung, Verkäufe) | Verkäufe |
| ------------------------- | ---------------------------------------------------------------------- | -------- |
| Italien (FIMI)            | Gold                                                                   | 35.000   |
| Kolumbien (ASINCOL)       | Gold                                                                   | 5.000    |
| Mexiko (AMPROFON)         | 3× Gold                                                                | 210.000  |
| Spanien (Promusicae)      | 2× Platin                                                              | 80.000   |
| Vereinigte Staaten (RIAA) | 4× Platin                                                              | 240.000  |
| Zentralamerika (CFC)      | Platin                                                                 | 70.000   |
| Insgesamt                 | 3× Gold · 8× Platin ·                                                  | 640.000  |

## Auszeichnungen nach Liedern

### Dónde están las gatas
| Land/Region          | Auszeichnungen für Musikverkäufe (Land/Region, Auszeichnung, Verkäufe) | Verkäufe |
| -------------------- | ---------------------------------------------------------------------- | -------- |
| Spanien (Promusicae) | 2× Platin                                                              | 120.000  |
| Insgesamt            | 2× Platin ·                                                            | 120.000  |

### Yo voy
| Land/Region          | Auszeichnungen für Musikverkäufe (Land/Region, Auszeichnung, Verkäufe) | Verkäufe |
| -------------------- | ---------------------------------------------------------------------- | -------- |
| Italien (FIMI)       | Platin                                                                 | 100.000  |
| Spanien (Promusicae) | Platin                                                                 | 60.000   |
| Insgesamt            | 2× Platin ·                                                            | 160.000  |

### Tu príncipe
| Land/Region          | Auszeichnungen für Musikverkäufe (Land/Region, Auszeichnung, Verkäufe) | Verkäufe |
| -------------------- | ---------------------------------------------------------------------- | -------- |
| Spanien (Promusicae) | Gold                                                                   | 30.000   |
| Insgesamt            | 1× Gold ·                                                              | 30.000   |

### Aprovecha
| Land/Region          | Auszeichnungen für Musikverkäufe (Land/Region, Auszeichnung, Verkäufe) | Verkäufe |
| -------------------- | ---------------------------------------------------------------------- | -------- |
| Spanien (Promusicae) | Gold                                                                   | 30.000   |
| Insgesamt            | 1× Gold ·                                                              | 30.000   |

### Pierde Los Modales
| Land/Region          | Auszeichnungen für Musikverkäufe (Land/Region, Auszeichnung, Verkäufe) | Verkäufe |
| -------------------- | ---------------------------------------------------------------------- | -------- |
| Spanien (Promusicae) | Gold                                                                   | 20.000   |
| Insgesamt            | 1× Gold ·                                                              | 20.000   |

### La santa
| Land/Region               | Auszeichnungen für Musikverkäufe (Land/Region, Auszeichnung, Verkäufe) | Verkäufe |
| ------------------------- | ---------------------------------------------------------------------- | -------- |
| Spanien (Promusicae)      | 3× Platin                                                              | 180.000  |
| Vereinigte Staaten (RIAA) | 12× Platin                                                             | 720.000  |
| Insgesamt                 | 5× Platin · 1× Diamant ·                                               | 900.000  |

### No se da cuenta
| Land/Region          | Auszeichnungen für Musikverkäufe (Land/Region, Auszeichnung, Verkäufe) | Verkäufe |
| -------------------- | ---------------------------------------------------------------------- | -------- |
| Mexiko (AMPROFON)    | Gold                                                                   | 30.000   |
| Spanien (Promusicae) | Gold                                                                   | 30.000   |
| Insgesamt            | 2× Gold ·                                                              | 60.000   |

### Rumbatón
| Land/Region          | Auszeichnungen für Musikverkäufe (Land/Region, Auszeichnung, Verkäufe) | Verkäufe |
| -------------------- | ---------------------------------------------------------------------- | -------- |
| Spanien (Promusicae) | 2× Platin                                                              | 120.000  |
| Insgesamt            | 2× Platin ·                                                            | 120.000  |

### Pasatiempo
| Land/Region          | Auszeichnungen für Musikverkäufe (Land/Region, Auszeichnung, Verkäufe) | Verkäufe |
| -------------------- | ---------------------------------------------------------------------- | -------- |
| Spanien (Promusicae) | Gold                                                                   | 30.000   |
| Insgesamt            | 1× Gold ·                                                              | 30.000   |

### Bombón
| Land/Region          | Auszeichnungen für Musikverkäufe (Land/Region, Auszeichnung, Verkäufe) | Verkäufe |
| -------------------- | ---------------------------------------------------------------------- | -------- |
| Spanien (Promusicae) | Gold                                                                   | 30.000   |
| Insgesamt            | 1× Gold ·                                                              | 30.000   |

### La Baby
| Land/Region          | Auszeichnungen für Musikverkäufe (Land/Region, Auszeichnung, Verkäufe) | Verkäufe |
| -------------------- | ---------------------------------------------------------------------- | -------- |
| Spanien (Promusicae) | Gold                                                                   | 30.000   |
| Insgesamt            | 1× Gold ·                                                              | 30.000   |

## Auszeichnungen nach Musikstreamings

### Limbo
| Land/Region          | Auszeichnungen für Musikverkäufe (Land/Region, Auszeichnung, Verkäufe) | Verkäufe  |
| -------------------- | ---------------------------------------------------------------------- | --------- |
| Spanien (Promusicae) | Gold                                                                   | 4.000.000 |
| Insgesamt            | 1× Gold ·                                                              | 4.000.000 |

### More Than Friends
| Land/Region          | Auszeichnungen für Musikverkäufe (Land/Region, Auszeichnung, Verkäufe) | Verkäufe  |
| -------------------- | ---------------------------------------------------------------------- | --------- |
| Spanien (Promusicae) | Gold                                                                   | 4.000.000 |
| Insgesamt            | 1× Gold ·                                                              | 4.000.000 |

### Moviendo Caderas
| Land/Region          | Auszeichnungen für Musikverkäufe (Land/Region, Auszeichnung, Verkäufe) | Verkäufe  |
| -------------------- | ---------------------------------------------------------------------- | --------- |
| Spanien (Promusicae) | Gold                                                                   | 4.000.000 |
| Insgesamt            | 1× Gold ·                                                              | 4.000.000 |

### Despacito (Remix)
| Land/Region  | Auszeichnungen für Musikverkäufe (Land/Region, Auszeichnung, Verkäufe) | Verkäufe   |
| ------------ | ---------------------------------------------------------------------- | ---------- |
| Japan (RIAJ) | Gold                                                                   | 50.000.000 |
| Insgesamt    | 1× Gold ·                                                              | 50.000.000 |

## Statistik und Quellen
| Land/RegionAuszeichnungen für Musikverkäufe (Land/Region, Auszeichnungen, Verkäufe, Quellen) | Gold       | Platin         | Diamant       | Verkäufe   | Quellen              |
| -------------------------------------------------------------------------------------------- | ---------- | -------------- | ------------- | ---------- | -------------------- |
| Argentinien (CAPIF)                                                                          | 3× Gold3   | 6× Platin6     | —             | 240.000    | capif.org.ar         |
| Australien (ARIA)                                                                            | —          | 11× Platin11   | —             | 770.000    | aria.com.au          |
| Belgien (BRMA)                                                                               | —          | 8× Platin8     | —             | 270.000    | ultratop.be          |
| Brasilien (PMB)                                                                              | 2× Gold2   | 5× Platin5     | 18× Diamant18 | 3.140.000  | pro-musicabr.org.br  |
| Chile (IFPI)                                                                                 | 4× Gold4   | 8× Platin8     | Diamant1      | 1.325.000  | profovi.cl           |
| Dänemark (IFPI)                                                                              | Gold1      | 8× Platin8     | —             | 765.000    | ifpi.dk              |
| Deutschland (BVMI)                                                                           | 4× Gold4   | 5× Platin5     | —             | 2.750.000  | musikindustrie.de    |
| Ecuador (SOPROFON)                                                                           | —          | 3× Platin3     | Diamant1      | 78.000     | Einzelnachweise      |
| Finnland (IFPI)                                                                              | —          | 4× Platin4     | —             | 160.000    | Einzelnachweise      |
| Frankreich (SNEP)                                                                            | 3× Gold3   | Platin1        | 2× Diamant2   | 1.066.666  | snepmusique.com      |
| Griechenland (IFPI)                                                                          | Gold1      | —              | —             | 10.000     | Einzelnachweise      |
| Italien (FIMI)                                                                               | 10× Gold10 | 15× Platin15   | Diamant1      | 1.745.000  | fimi.it              |
| Japan (RIAJ)                                                                                 | 2× Gold2   | —              | —             | 100.000    | riaj.or.jp JP2       |
| Kanada (MC)                                                                                  | Gold1      | 4× Platin4     | Diamant1      | 1.160.000  | musiccanada.com      |
| Kolumbien (ASINCOL)                                                                          | 4× Gold4   | 6× Platin6     | —             | 110.000    | Einzelnachweise      |
| Mexiko (AMPROFON)                                                                            | 11× Gold11 | 28× Platin28   | 21× Diamant21 | 8.870.000  | amprofon.com.mx      |
| Neuseeland (RMNZ)                                                                            | Gold1      | 5× Platin5     | —             | 165.000    | radioscope.co.nz     |
| Norwegen (IFPI)                                                                              | —          | 15× Platin15   | —             | 350.000    | ifpi.no              |
| Österreich (IFPI)                                                                            | —          | 2× Platin2     | —             | 60.000     | ifpi.at              |
| Peru (UNIMPRO)                                                                               | —          | 4× Platin4     | Diamant1      | 84.000     | Einzelnachweise      |
| Polen (ZPAV)                                                                                 | Gold1      | 3× Platin3     | 2× Diamant2   | 285.000    | olis.pl              |
| Portugal (AFP)                                                                               | Gold1      | 9× Platin9     | —             | 95.000     | Einzelnachweise      |
| Schweden (IFPI)                                                                              | Gold1      | 14× Platin14   | —             | 1.160.000  | sverigetopplistan.se |
| Schweiz (IFPI)                                                                               | Gold1      | Platin1        | —             | 30.000     | hitparade.ch         |
| Spanien (Promusicae)                                                                         | 29× Gold29 | 118× Platin118 | —             | 6.970.000  | elportaldemusica.es  |
| Venezuela (APFV)                                                                             | Gold1      | —              | —             | 5.000      | Einzelnachweise      |
| Vereinigte Staaten (RIAA)                                                                    | 4× Gold4   | 168× Platin168 | 33× Diamant33 | 44.989.000 | riaa.com             |
| Vereinigtes Königreich (BPI)                                                                 | Gold1      | 8× Platin8     | —             | 5.200.000  | bpi.co.uk            |
| Zentralamerika (CFC)                                                                         | —          | 2× Platin2     | —             | 140.000    | cfc-musica.com       |
| Insgesamt                                                                                    | 86× Gold86 | 461× Platin461 | 81× Diamant81 |            |                      |